# Antepipona sesquicincta
Antepipona sesquicincta är en stekelart som först beskrevs av Henri Saussure 1856.  Antepipona sesquicincta ingår i släktet Antepipona och familjen Eumenidae. Inga underarter finns listade i Catalogue of Life.